# Col de l'utérus
Pour les articles homonymes, voir Col.

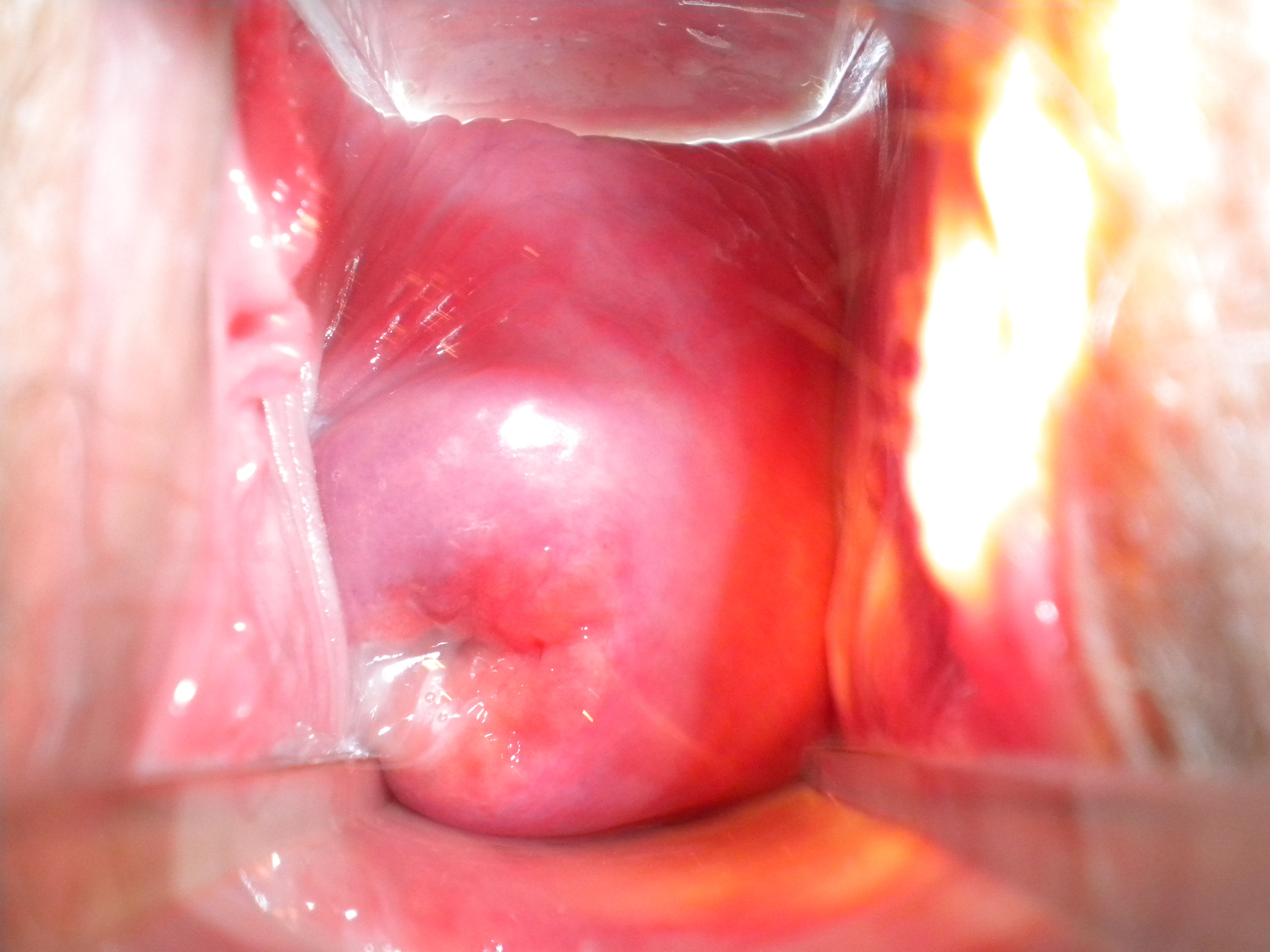
Col de l'utérus.

Le col de l'utérus, ou cervix, est la portion du bas utérus de l'appareil génital féminin, où celui-ci se joint au sommet du vagin.
On distingue l'exocol, portion visible à l'examen au spéculum et palpable au toucher vaginal, et l'endocol, canal reliant la cavité utérine au vagin. Le col de l'utérus est un col qui sépare le vagin de l'utérus.

## Origine embryologique
Le col utérin dérive des canaux de Müller qui se sont ouverts l'un dans l'autre pour former l'utérus. Au contact du sinus urogénital, le tissu mésodermique müllerien s'épaissit puis va se vacuoliser. La vacuole va s'ouvrir du côté du sinus urogénital et former l'hymen mais aussi du côté des canaux du Müller ce qui va former le col utérin.

## Anatomie
Le col de l'utérus est la partie inférieure de l'utérus, débordant largement dans le vagin. Il est traversé par un canal cervical qui joint le vagin par l'orifice externe et l'intérieur de l'utérus par l'orifice interne. Le col est divisé en trois parties, l'exocol, l'endocol et la zone de jonction. L'exocol est recouvert d'un tissu cellulaire dit épithélium pavimenteux protégeant un tissu conjonctif. L'endocol est lui recouvert d'un épithélium glandulaire festonné sécrétant la glaire cervicale. La zone de jonction est la jonction entre les deux types d'épithélium à l'orifice externe du col de l'utérus. La position de cette zone de jonction définit un ectropion si elle se trouve anormalement sur l'exocol ou un entropion si elle se trouve à l'intérieur du canal du col.

## Examen du col
Le col de l'utérus est étudié par l'examen au spéculum. Son aspect est différent en fonction des antécédents obstétricaux de la femme. Le col a une forme tronconique chez la femme n'ayant jamais eu d'enfant, et prend une forme cylindrique avec un orifice élargi dit « en museau de tanche » chez la femme ayant déjà eu un accouchement. Son aspect diffère aussi en fonction du cycle menstruel et de l'effet des hormones.
Au toucher vaginal, le col a une consistance pareille à la pression d'un doigt sur le nez.

## Rôle du col dans la reproduction
Le col s'ouvre et produit de la glaire cervicale quelques jours avant l'ovulation. Cette production de glaire cervicale est parfois remarquée par la femme en milieu de cycle. Dès l'ovulation la glaire cervicale s'épaissit formant une barrière mécanique anti-bactérienne. 
Le col de l'utérus est obturé au cours de la grossesse par un bouchon de glaire antibactérienne qui aide à prévenir les infections. Ce bouchon se libère lorsque le col de l'utérus se dilate lors du travail, voire bien avant, sans aucune conséquence pour le bébé. Il ne faut pas confondre ce bouchon muqueux avec les membranes limitant la cavité amniotique, et protégeant totalement le bébé.
Pendant le travail, les contractions de l'utérus dilatent le col pour permettre le passage du bébé.

## Pathologies

### Cancérologie
Le cancer du col est dû dans plus de 99,99 % des cas au papillomavirus HPV (famille de papillomavirus humains), virus très contagieux. Sur l'année 2020, ce cancer a provoqué 604 000 décès dans le monde. En France, sur 3 000 femmes touchées, 1 100 décès sont comptabilisés.
Les infections à HPV, généralement asymptomatiques, peuvent évoluer vers des lésions dites précancéreuses. Parfois ces lésions peuvent évoluer vers d'authentiques cancers. Mais ces infections à papillomavirus n'évoluent pas toujours vers un cancer car ils sont le plus souvent éliminés naturellement dans l'année qui suit l'infection. Une femme sexuellement active sur deux peut être porteuse de papillomavirus au cours de sa vie. Le test HPV permet la détection du virus. 
Il existe différents types de virus en fonction de leur génétique. On en dénombre plus de 120 variants mais les plus oncogènes sont les types 16, 18, 31, 33 et 35, ils sont impliqués dans la majorité des cancers du col. Les autres virus ne sont pas moins dangereux, cependant ils sont beaucoup plus rares. Il existe des variants ethniques, notamment africains et asiatiques. Des études ont été faites sur ces virus et ont montré qu'ils étaient plus résistants et l'organisme peine à les éliminer.
Dans le monde, une campagne de promotion de vaccins actifs contre certains HPV, de type 6, 11, 16 et 18, vise à diminuer l'incidence des décès et conisations chez les femmes.
Plusieurs autres facteurs de risque de cancer du col existent : le tabagisme, le nombre de partenaires sexuels, la multiparité, la précocité des rapports sexuels, l'immunodépression alors que la circoncision masculine aurait un rôle protecteur.

### Prolapsus
Lors du prolapsus de l'utérus (hystérocèle), le col peut s'extérioriser par la vulve. Si une hystérectomie a été réalisée, le prolapsus du col définit la trachélocèle.